# Saint-Just-le-Martel
Saint-Just-le-Martel (okzitanisch Sent Just) ist eine französische Gemeinde mit 2.654 Einwohnern (Stand: 1. Januar 2022) im Département Haute-Vienne in der Region Nouvelle-Aquitaine. Die Gemeinde gehört zum Arrondissement Limoges und ist Mitglied im Gemeindeverband Communauté urbaine Limoges Métropole. Die Einwohner werden Martellois und Marteloises genannt.

## Geographie
Saint-Just-le-Martel liegt im Limousin etwa zehn Kilometer nordöstlich von Limoges am Fluss Auzette. Die Vienne begrenzt die Gemeinde im Norden. Umgeben wird Saint-Just-le-Martel von den Nachbargemeinden Saint-Priest-Taurion im Norden, Royères im Osten, Aureil im Süden, Feytiat im Südwesten, Panazol im Westen sowie Le Palais-sur-Vienne im Westen und Nordwesten.
Durch Saint-Just-le-Martel führt die frühere Route nationale 141 (heutige D941) nach Clermont-Ferrand. 

## Bevölkerungsentwicklung

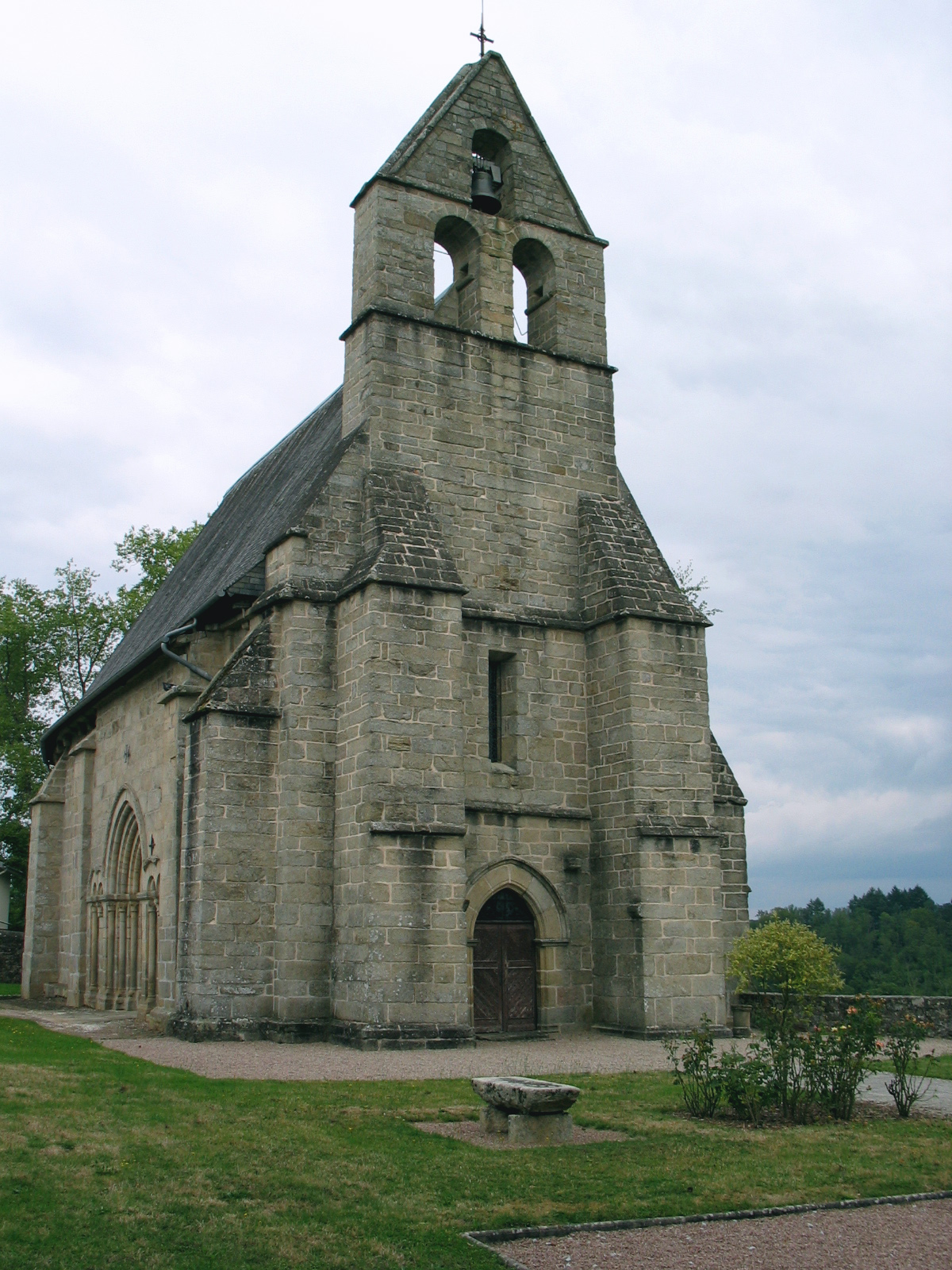
Pfarrkirche Saint-Just

| Jahr      | 1962 | 1968 | 1975 | 1982 | 1990 | 1999 | 2006 | 2013 | 2020 |
| Einwohner | 965  | 1044 | 1213 | 1530 | 1825 | 1959 | 2299 | 2650 | 2693 |

## Sehenswürdigkeiten
- Die Pfarrkirche Saint-Just aus dem 12./13. Jahrhundert birgt zahlreiche Ausstattungsgegenstände, die in der Base Palissy gelistet sind, darunter auch einige, die als Monument historique der beweglichen Objekte eingeschrieben sind. Darunter ist auch ein Reliquienschrein des heiligen Justus aus dem 16. Jahrhundert, der seit 1944 als Monument historique klassifiziert ist. Die Kirche selbst ist seit 1996 als Monument historique eingeschrieben.